# Castelo de Elbasani

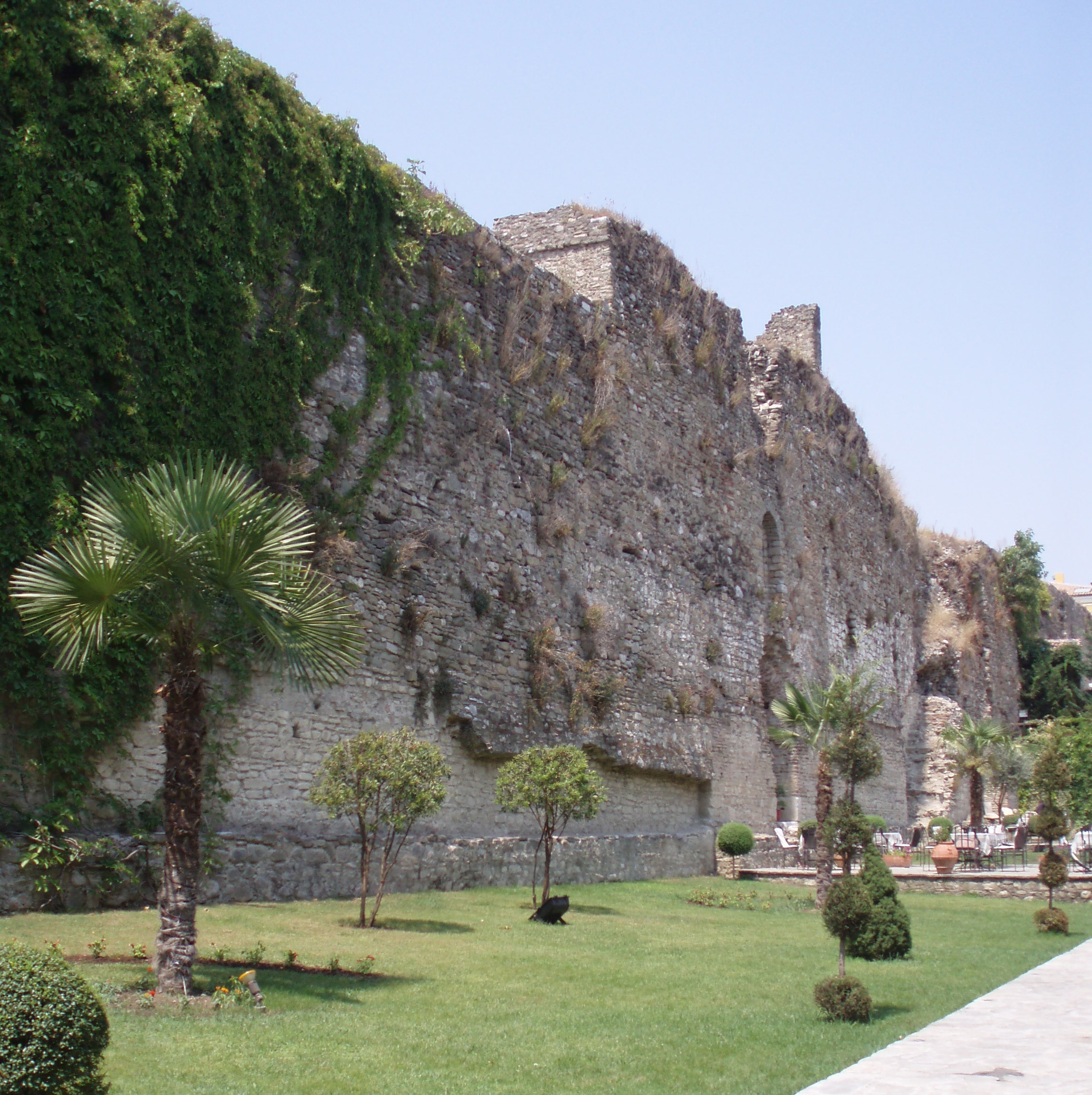
Castelo de Elbasani.

Elbasani (em albanês: Elbasan/Elbasani) é uma fortaleza do século XV localizada na cidade de Elbasani, Albânia. Era inicialmente composto de 26 torres equidistantes 9 metros. Parte da Via Egnácia passa próximo ao castelo.